# Seznam kuharskih vsebin
To je seznam vsebin, povezanih s kuhanjem, hrano, pijačo in kulinariko.

## B
beherovka - bograč golaž - boraga - bosanski lonec - brinove jagode - brodet

## C
carpaccio -
chateaubriand - 
chutney - 
coq au vin

## D
džem

## E
enogastronomija - 
enolončnica -

## F
file -
frakelj

## H
Haggis -

## I
irish stew

## K
kapra -
kmečka pojedina -

## M
majoneza -
makaroni -
maline -
mandelj -
marmelada -
maslo -
mast -
maščoba -
med -
medenjak -
melancani -
meso -
meta -
metina potica -
mineštra -
močnik -
moka -
možgani -
musaka -

## N
narastek -

## P
paštašuta -
pebre - 
pivo -
polič -
polnjena kamela -
potica -
pretikanje -

## R
resti - 
ričet -
rimski lonec - 
riževi špageti -

## S
sladkorna pena -

## T
toast -
toast Havaji -

## V
vegetarijanstvo -
vlaganje zelenjave -
vino -

## Z
zeliščni šopek -